# Chief Keef
Chief Keef, de son vrai nom Keith Farrelle Cozart, est un rappeur, producteur américain né le 15 août 1995  à Chicago dans l’Illinois. Chief Keef grandît dans le quartier de Parkway Gardens (O'Block)  à Chicago et se lance très jeune dans le rap. Il est un des précurseurs de la drill ; qu'il popularise à travers le monde avec ses titres I Don't Like, Love Sosa et Hate Bein' Sober. En 2012, Chief Keef s'engage avec le label Interscope Records, puis avec le label 1017 Brick Squad dirigé par Gucci Mane. Keef devient également CEO de son propre label, Glory Boyz Entertainment, plus tard rebaptisé Glo Gang. Son premier album studio intitulé Finally Rich est publié le 18 décembre 2012.

## Biographie

### Jeunesse (1995–2010)
Chief Keef (Keith Farelle Cozart) naît le 15 août 1995  à Chicago. Sa mère l'a eu lorsqu'elle avait 14 ans ; il obtient le nom de son oncle décédé. Il a grandi dans le quartier de Parkway Gardens (O'Block) dans le sud de Chicago. Chief Keef ne connaît pas son père biologique ; mineur, Chief Keef est sous la garde de sa grand-mère, avec qui il vit dans sa résidence à Chicago. Il se lance dans le rap très jeune, soi-disant à 5 ans, en utilisant la machine à karaoké de sa mère et des cassettes vierges pour enregistrer ses chansons. Il cite Lil Wayne, G-Unit, Gucci Mane, Beanie, Freeway et The Diplomats comme ses principales influences musicales. Pendant son enfance, Chief Keef étudie à la Dulles Elementary School et à la Banner School, une école de jour pour enfants spéciaux. Il quitte les études à la Dyett High School à l'âge de 15 ans,. Chief Keef est affilié au Black Disciples (O'Block, 600, F$, lamron) .

### Carrière

#### Débuts,Finally Rich, et mixtapes (2011–2013)

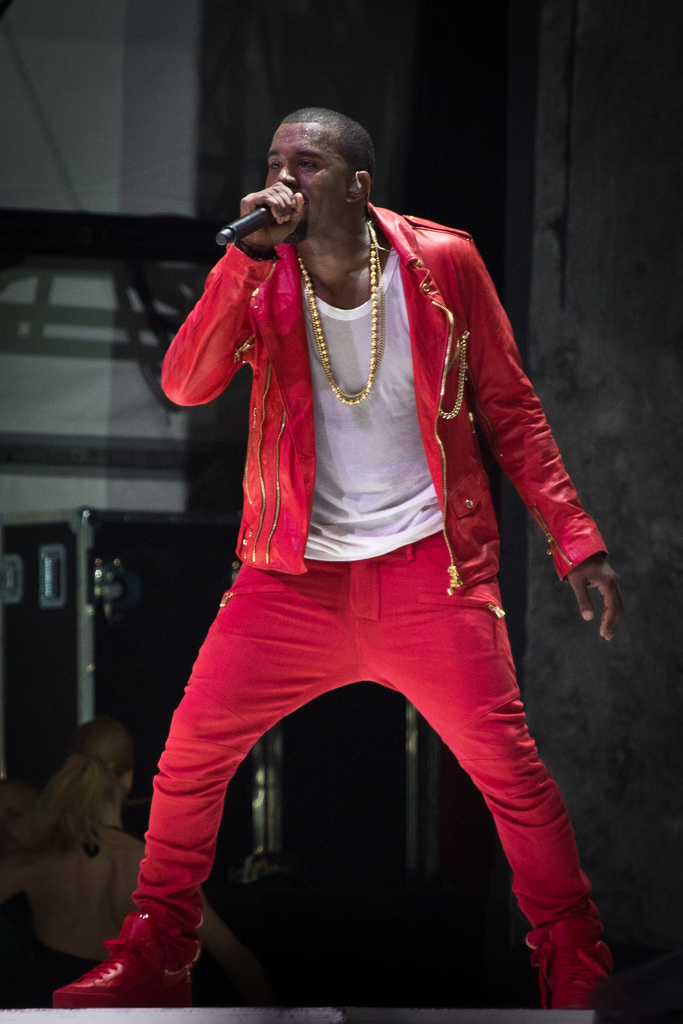
Kanye West, lui aussi originaire de Chicago, fera la découverte de Chief Keef.

En 2011, Keef se popularise localement et doucement dans le sud de Chicago grâce à ses mixtapes, The Glory Road et Bang. En décembre, Keef fait feu depuis une Pontiac Grand Prix dans le quartier de Washington Park. La police se rend sur les lieux de l'incident et Keef sera appréhendé pour port d'arme illégal. Keef est placé en arrêt chez sa grand-mère pendant 30 jours, puis encore pour 30 jours. À cette période, il semblerait que Keef ait suffisamment acquis une notoriété musicale locale, dont les fans sont principalement des étudiants,. En maison d'arrêt, Keef poste plusieurs vidéos sur son compte YouTube. Ces vidéos centrent principalement sur un dérivé du hip-hop de Chicago, la drill,. Sa popularité s'accroît en peu de temps entre la publication de ses mixtapes, Bang et Back From the Dead, et de ses vidéos, comme Bang, 3Hunna et I Don't Like,. Plus tard, WorldStarHipHop publie une vidéo d'un enfant hystérique fêtant la libération de Keef, qui aide Keef à se populariser encore plus,. Au début de sa carrière musicale, la chanson de Keef I Don't Like devient un succès à Chicago. Elle attire également l'attention de Kanye West, qui en compose un remix avec les rappeurs Pusha T, Jadakiss et Big Sean. À ce moment, David Drake du magazine Spin note en 2012 que Keef « est soudainement sorti de l'ombre. »
Durant l'été 2012, plusieurs labels se disputent Keef, comme CTE World du rappeur Young Jeezy. 2013 est une année silencieuse en termes de chansons ; Keef commence l'année en signant au label Interscope Records un contrat qui lui promet également son propre label Glory Boyz Entertainment (GBE). il signe à l’âge de 17 ans pour un contrat de trois albums, est estimé à 6 millions de dollars, avec le versement d'avance de 440 000 $ pour fonder GBE. Le premier album de Chief Keef, Finally Rich, est publié le 18 décembre 2012. Il fait participer les rappeurs 50 Cent, Wiz Khalifa, Young Jeezy, Rick Ross et le membre des Glory Boyz Lil Reese.
Le 26 mars 2013, Keef est annoncé pour le Freshman Class du magazine XXL. Le 8 mai 2013, Gucci Mane annonce sur Twitter, Chief Keef comme nouveau membre de 1017 Brick Squad Records. Keef participe à la chanson Hold My Liquor, le cinquième titre extrait de l'album de Kanye West, Yeezus, publié le 18 juin 2013. À son 18ème anniversaire, le 15 août 2013, Chief Keef publie sa mixtape Bang, Pt. 2. Bang, Pt. 2  est un avant-goût de son prochain album, mais est accueillie de manière mitigée, voire négative. Le 12 octobre 2013, une autre mixtape, Almighty Sosa est publiée. Comme pour Bang, Pt. 2, Almighty So est également accueillie de manière mitigée, voire négative. Il travaille ensuite sur son deuxième album.

#### Bang 3,Nobody, etThe Cozart(depuis 2014)
De 2013 à 2018, Chief Keef publie des mixtapes sur Internet, notamment sur les sites HotNewHipHop et DatPiff. Plusieurs de ses mixtapes ont un certain engouement underground et Chief Keef continue de faire évoluer son style dans l'ombre mais en ayant maintenant une fanbase solide. À partir de 2015, beaucoup des nouvelles têtes d'affiches, comme Lil Uzi Vert ou Playboi Carti  déclarent être fortement influencé par lui. Cela continue en 2017 avec l'arrivée du Soundcloud Rap, dont de nombreux artistes, notamment Lil Pump ou encore Smokepurpp, le considèrent comme une idole. Il est considéré par beaucoup comme le père du "Mumble rap" et a influencé toute la nouvelle génération sur les instrus, les flows et la banalisation des dreadlocks dans le rap américain, sans parler de la violence et l’ignorance assumée des textes.
En 2018, il entre en clash avec le rappeur 6ix9ine[pertinence contestée]. Celui-ci est alors en clash avec Trippie Redd, qui s'avère être le cousin de Tadoe, le bras droit de Chief Keef.

## Affaires judiciaires
Le 27 janvier 2011, Keith Cozart, 15 ans est arrêté pour fabrication et vente d'héroïne. Il est déclaré coupable et placé en résidence surveillée. En décembre 2011, alors que Keef est mineur quitte la maison de sa grand-mère il est interrogé par un policier. Le jeune rappeur, alors âgé de 16 ans, qui cachait sur lui une arme, décide de s'enfuir. Le policier poursuit Cozart pendant quelques minutes et à plusieurs reprises pendant la course poursuite, Keef pointe son arme vers le policier. Ce dernier riposte en tirant vers Keef mais manque sa cible. Keith Cozart est arrêté quelques mètres plus loin et plus tard inculpé de trois chefs d'accusation graves. Après avoir passé quelque temps dans un établissement pénitentiaire pour mineurs, il est placé de nouveau en résidence surveillée chez sa grand-mère.
Le 5 septembre 2012, la police de Chicago suspecte Chief Keef, 17 ans d'avoir un rapport avec la mort d'un autre jeune rappeur de Chicago, Joseph « Lil JoJo (en) » Coleman, tué par balle la veille. Les rumeurs autour de la culpabilité de Keef seraient dues à un tweet suspect posté par le rappeur lui-même, moquant la mort de Coleman : « c’est dommage parce que ce négro Jojo voulait être comme nous. » Cozart déclara que son compte avait été piraté. La mère du rappeur décédé a plus tard ouvertement affirmé que Chief Keef avait payé pour que son fils soit tué. Le 17 octobre 2012, les procureurs du comté de Cook demandent à un juge de renvoyer le rappeur de 17 ans en détention pour mineurs pour ne pas avoir respecté sa liberté conditionnelle. Le jeune rappeur aurait été interviewé par le site Pitchfork dans un champ de tir tenant une arme dans ses mains, alors que sa liberté conditionnelle lui interdisait tout port d'armes. L'audience, plusieurs fois repoussée est fixée au 15 janvier 2013.
Le 15 janvier 2013, Keef, 17 ans mineur est placé en garde en vue. À la suite de son audience, il est condamné à deux mois dans un centre de détention pour mineurs et admis comme Pupille de l'État. Le 14 mars, après 60 jours de détention, il est libéré. Le 17 janvier 2013, il est poursuivi par une compagnie de promotion basée à Washington pour avoir manqué un concert le 29 décembre 2012 à Londres. Ni Keef, ni son label ne se sont exprimés sur le sujet et ils ont même ignoré le procès. Chief Keef est alors condamné à payer plus de 230 000 dollars à la compagnie.
Le 23 mai 2013, Cozart, âgé de 17 ans est arrêté dans un hôtel de luxe à Atlanta pour avoir fumé de la marijuana en public et pour trouble à l'ordre public. Il est libéré dans la journée. Huit jours plus tard, Keef est arrêté pour excès de vitesse, il roulait à 177 km/h, soit deux fois plus que la limite autorisée et pour quantité illégale de passagers dans sa voiture. Il est libéré sous caution. Lors de son procès le 17 juin 2013, il plaide coupable et est condamné à 531 dollars d'amende, 18 mois de liberté conditionnelle et 60 heures de travaux d'intérêt général. Il est également condamné à se présenter à des tests de dépistage de drogue à des dates au hasard.
Le 1er septembre 2013, le jeune rappeur de 18 ans est poursuivi en justice pour ne pas avoir payé son loyer pendant plus de deux mois. Selon le propriétaire de la maison de Cozart, ce dernier lui devrait près de 10 000 dollars. Une dizaine de jours plus tard, le 12 septembre, un mandat d'arrêt est émis contre Cozart. En effet, n'ayant pas payé plus de vingt mille dollars de pension alimentaire à la mère de son enfant, il devait se présenter devant le juge, mais le rappeur n'est jamais venu.
Le 15 octobre 2013, alors qu'il se présente à l'un de ses tests de dépistage obligatoires, il est contrôlé positif à la marijuana. Étant en liberté conditionnelle, il est condamné à 20 jours de prison, mais il est relâché après neuf jours à cause de la surpopulation de la prison du comté de Cook. Cependant, peu de temps après, le 6 novembre 2013, il est annoncé que le rappeur à peine âgé de 18 ans a raté deux autres tests de dépistage à cause de la marijuana. Le juge du comté de Cook le condamne cette fois à 90 jours de cure de désintoxication.

## Controverses

### Rivalités
En juin 2012, le rappeur de Chicago, Rhymefest poste sur son blog un post critiquant l'attitude de Chief Keef et décrit celui-ci comme une « bombe » et un « porte-parole de l'industrie carcérale ». Ce post critiquait également d'autres rappeurs comme Waka Flocka Flame ou Rick Ross.
En août 2012, un autre rappeur de Chicago, Lupe Fiasco, déclare durant une interview que la culture représentée par Keef lui faisait peur. Il critique l'influence de Chief Keef sur les jeunes des quartiers et la banalisation de la violence exprimée dans ses paroles. Dans un tweet, Keef lui répond en l'insultant et le menaçant. Cependant encore une fois, le rappeur déclare que son compte était piraté et que son tweet n'était pas authentique.
En 2013, Lil Durk a été arrêté sur des accusations d'armes à feu et sa caution a été fixée à 100 000 $. Durk avait besoin de 10 000 $ pour être libéré de prison mais Chief Keef ne lui donne pas cet argent. Après être sorti de prison, les deux se sont clashés sur Twitter. Quelques jours plus tard, Keef dit sur Twitter qu'il a acheté un quad à 10 000 $.

### Instagram
Le 15 septembre 2012, Keef poste sur le réseau social Instagram, une photo de lui recevant une fellation. En conséquence, son compte est banni du réseau.

### Katy Perry
Le 21 mai 2013, la chanteuse de pop Katy Perry tweete son mécontentement envers le message de la chanson de Keef Hate Bein' Sober. Le rappeur lui répond en l'insultant et la menaçant. Plus tard, les deux artistes s'excusent et se réconcilient sur le réseau social.

## Discographie

### Albums studio
- 2012 : Finally Rich
- 2015 : Bang 3
- 2017 : Dedication
- 2021 : 4NEM
- 2024 : Almighty So 2

### Mixtapes
- 2009 : U.F Overload
- 2010 : Mulah Express

- 2011 : The Glory Road
- 2011 : Bang
- 2012 : Back from the Dead
- 2012 : For Greater Glory Vol. 1 (avec GBE)
- 2012 : For Greater Glory Vol. 2 (avec GBE)
- 2012 : For Greater Glory Vol. 2.5 (avec GBE)
- 2013 : For Greater Glory Vol . 3 (avec GBE)
- 2013 : Bang Pt. 2
- 2013 : Almighty So
- 2014 : Back From the Dead 2
- 2014 : Big Gucci Sosa (avec Gucci Mane)
- 2014 : Nobody (avec 12 Million)
- 2015 : Sorry 4 The Weight
- 2015 : Almighty DP (avec DP Beats)
- 2015 : Almighty DP 2 (avec DP Beats)
- 2015 : Finally Rollin 2
- 2015 : Nobody 2 (avec 12 Million)
- 2016 : Camp GloTiggy
- 2017 : Two Zero One Seven
- 2017 : Thot Breaker
- 2017 : The W
- 2018 : Mansion Musick
- 2018 : The Cozart
- 2018 : Back From The Dead 3
- 2019 : Glotoven (avec Zaytoven)
- 2024: Dirty Nachos (avec Mike WiLL Made-It)

PS : Les series de mixtapes "The Leek" et "The Glo Files" sont des compilations

### Singles
- 2011 : Bang
- 2012 : I Don't Like (feat. Lil Reese)
- 2012 : Love Sosa
- 2012 : Hate Bein' Sober (feat. 50 Cent & Wiz Khalifa)
- 2012 : They Know
- 2013 : Macaroni Time
- 2014 : Fuck Rehab (feat. Big GLO)
- 2014 : Fool Ya
- 2015 : Ain't Missing You
- 2015 : See You Later
- 2015 : Earned It
- 2015 : Decline (feat. Lil Durk)
- 2017 : Can You Be My Friend
- 2017 : Going Home
- 2017 : Mailbox
- 2017 : Come On Now (feat. Lil Yachty)
- 2018 : Part Ways
- 2018 : Chiraq (feat. Jenn Em)
- 2018 : Awesome
- 2019 : Spy Kid (avec Zaytoven)
- 2019 : Boost
- 2019 : Fireman (feat. NBA YoungBoy)
- 2020 : Bang Bang
- 2020 : Status
- 2021 : The Talk
- 2021 : Harley Quinn

### Collaborations
- 2012 : Traffic (Lil Reese feat. Chief Keef)
- 2014 : Bang Like Chop (Young Chop feat. Chief Keef & Lil Reese)
- 2014 : All I Care About (feat. Lil Reese)
- 2014 : Top In The Trash (Gucci Mane feat. Chief Keef)
- 2014 : Valley (Young Chop feat. Chief Keef)
- 2015 : Bang Bang (Gradur feat. Chief Keef)
- 2015 : Nightcrawler (Travi$ Scott feat. Swae Lee & Chief Keef)
- 2015 : Dope Game (Fredo Santana feat. Chief Keef)
- 2015 : Cut The Check (Mac Miller feat. Chief Keef)
- 2016 : Fanga Banga (Rocko feat. Chief Keef)
- 2016 : Ring Ring Ring (Young Chop feat. Riff Raff & Chief Keef)
- 2017 : Blowin Minds (A$AP Mob feat. Playboi Carti & Chief Keef)
- 2017 : Whitney (Lil Pump feat. Chief Keef)
- 2017 : I Don't Know You (Smokepurpp feat. Yo Gotti & Chief Keef)
- 2017 : Champagne (Nervo feat. Chief Keef)
- 2017 : 17 With A 38 (IDK feat. Chief Keef)
- 2017 : Facts (Lil Bibby feat. Chief Keef)
- 2017 : They Can't Stand It (Hoodrich Pablo Juan feat. Chief Keef)
- 2018 : Ride With Me (Robb Banks feat. Chief Keef)
- 2018 : Dreamy Dragon (Alison Wonderland feat. Chief Keef)
- 2018 : Mileage (Playboi Carti feat. Chief Keef)
- 2018 : OMG (RL Grime feat. Joji & Chief Keef)
- 2018 : Jetlag (Matt Ox feat. Chief Keef)
- 2018 : I Kill People (Trippie Redd feat. Tadoe & Chief Keef)
- 2018 : Catch Up (G Herbo & Southside feat. Chief Keef)
- 2018 : Woo (Soulja Boy feat. Chief Keef)
- 2018 : HuH (24hrs feat. Chief Keef)
- 2018 : BILAP (Trippie Redd feat. Chief Keef)
- 2018 : Sadity (Cdot Honcho feat. Chief Keef)
- 2019 : Sending Nudes (Ballout feat. Chief Keef)
- 2019 : Lucky (DP Beats feat. Chief Keef)
- 2019 : Tip Toe 3 (Riff Raff feat. Chief Keef)
- 2019 : Treasure Chest (Riff Raff feat. Chief Keef)
- 2019 : Tampa Bay Bustdown (Young Gravy feat. Y2K & Chief Keef)
- 2019 : Hot Ham (K$upreme & Chase the Money feat. Chief Keef & Lil Yachty)
- 2019 : JUUG (DJ Pharris feat. Chief Keef & Jeremih)